# Barruera
|  | Aquest article és sobre el poble d'aquest nom. Per a l'antic municipi, vegeu Barruera (antic municipi). |

Barruera és un poble situat al municipi de la Vall de Boí, a l'Alta Ribagorça, que donà nom al municipi fins al 1996. Està situat a la zona axial pirinenca, a la dreta de la Noguera de Tor. També era el nucli principal de l'antic terme del mateix nom, el qual, conjuntament amb l'antic terme de Durro, formen l'actual municipi de la Vall de Boí.
Barruera és el poble central de la Vall de Boí i el que té més comerços, però no és el més habitat, ja que el superen Taüll i Boí. Temps enrere també el superava Cóll.
L'accés a Barruera des del cap de comarca, el Pont de Suert és fàcil: cal seguir la N-230 (de Lleida a Vielha) 2 quilòmetres en direcció a Vielha, fins a arribar a una cruïlla. En aquell lloc es troba l'arrencament cap al nord de la carretera L-500, que és la principal via de comunicacions de la vall de Boí. Seguint aquesta carretera, en 8 quilòmetres s'arriba a Barruera, que és al fons de la vall i a peu de carretera. El poble vell és al nord-oest de la L-500, mentre que l'església de Sant Feliu queda al sud de la carretera. La zona nova del poble, comercial i d'habitatges, està situada al llarg de la mateixa via principal de comunicació.
L'església principal és la de Sant Feliu, romànica, que l'any 2000 la UNESCO va declarar Patrimoni de la Humanitat, juntament amb les altres de la vall. També té la capella de Sant Salvador, enlairada damunt del poble, on una vegada a l'any es fa un aplec, una església més petita al carrer Major del poble, dedicada a la Puríssima Concepció, i una capella dedicada a la Mare de Déu del Carme a Casa Pubills, les dues darreres en el nucli històric de la població.
L'avinguda principal és el passeig de Sant Feliu, amb 59 números; es tracta de la carretera L-500, que passa per Barruera i per la resta de la vall. L'altre carrer important és el Carrer Major, amb 40 números aproximadament, llarg i costerut.
Al número 43 del passeig de Sant Feliu hi ha situat l'Ajuntament de la Vall de Boí des del 1996. L'alcalde del municipi és, des del 1995, Joan Perelada i Ramon, que ho ha estat amb diferents llistes de partits diversos.
Al terme de Barruera també pertany la caseria de les Cabanasses, amb restes de la capella coneguda com la Mare de Déu de les Cabanasses.

## Geografia
Situat a l'Alta Ribagorça, 1096 m alt, al peu d'alterosa serra, en un eixamplament de la vall de Boí, a la dreta de la Noguera de Tor. És distant a 15 km de Pont de Suert. És el cap de municipi del centre d'art romànic més important de la comarca. L'església parròquial, romànica, és dedicada a Sant Feliu. L'edificació del nucli antic era a l'entorn del vell carrer Major, actualment s'ha traslladat als laterals de solana de la carretera de la vall. Les cases, pallers i bordes del nucli antic pirinenc són d'una a tres plantes d'alçària, aïllades o formant part d'un nucli d'habitatge. Són freqüents les balconades de fusta treballada i protegides per la teulada volada a sobre. Els murs són de pedra, reblats i de vegades arrebossats. Les cobertes tenen llosa de pissarra del país, tot i que primerament foren de llosa i posteriorment de teula àrab. Barruera té els nuclis d'apartaments a la façana del poble, essent un centre turístic molt important.

## Història

### Edat mitjana
El primer esment de l'existència de Barruera ens el dona un document del 1064, en què els comtes de Pallars Sobirà Artau I i la seva muller Llúcia de la Marca va vendre i al mateix temps bescanviar el lloc de Barruera (ipsa illa de Bolorsera) i altres possessions ribagorçanes, com el castell d'Erill i altres, amb els comtes de Pallars Jussà Ramon V i la seva muller Valença de Tost.
Del castell de Barruera, esmentat el 1174, en podria ser una resta la torre que es dreça damunt del poble, annexa a la Casa de Pubill.
El fogatge del 1381 ens diu que a Barruera hi ha 43 focs (uns 215 habitants). És l'única dada que en tenim de l'edat mitjana.

### Edat Moderna
Al Fogatge del 1553 consten a Barruera 20 focs (uns 100 habitants). Cinc d'ells pertanyen a eclesiàstics, i quinze a laics.
Més tard, al cens del 1718 hi consten 548 habitants, i el 1787, 492. Totes dues dades són del conjunt de parròquies de la vall, és a dir, de l'actual terme municipal, però en el del 1787 hi ha dades desglossades, i dona 84 habitants, a Barruera (és el quart poble de la vall, després de Taüll, Boí i Cóll.

### Edat contemporània
Les dades demogràfiques de l'edat contemporània han arribat als nostres dies sempre referides al conjunt dels pobles de la vall, i, per tant, queden recollides en els articles corresponents.
Barruera, com la major part dels pobles ribagorçans, havia constituït el seu ajuntament el 1812, a ran de la promulgació de la Constitució de Cadis i del desplegament de la modernització de l'estat que comportà. Tanmateix, el 1845 es promulgà una llei municipal que fixava en 30 veïns (caps de família) el mínim per poder mantenir l'ajuntament propi. Aleshores Barruera es constituí en el centre d'una agrupació de pobles que, sumats, permetien la constitució del districte municipal de Barruera: 10 de Boí, 7 de Barruera, 1 de les Cabanasses, 3 de Cardet, 12 de Cóll, 5 d'Erill la Vall i 13 de Taüll sumaven els 51 veïns, que depassaven sobradament el mínim de 30 exigit. Es trià Barruera com a centre de l'agrupació de pobles, i el nou ajuntament prengué aquell nom. Durro i Saraís no entraren en aquesta agrupació, i constituïren a part l'ajuntament de Durro.
Pascual Madoz inclou Barruera en el seu Diccionario geográfico... del 1849. Hi diu que el poble està situat en un pla al peu de tot de muntanyes que l'arreceren dels vents del nord i de l'oest. El clima hi era sa. Tenia 22 cases de fusta en un carrer costerut, empedrat, però molt brut. L'església parroquial estava servida per un rector i un beneficiat, i el cementiri, al costat de l'església, era apartat del poble. El terreny és pla a la part central i trencat a les vores, a la part muntanyosa. Se'n conreen les tres quartes parts, tot i que una part es deixava cada any al guaret, per recuperar el conreu anys després. No tenia boscos, però sí molts arbres, que donaven llenya. Un molí fariner era a un quart d'hora del poble, mogut amb les aigües de la Noguera de Tor, que també servia per a regar els prats. Tanmateix, les freqüents avingudes d'aigua del riu solien portar molts perjudicis. L'aigua d'aquest riu, de bona qualitat, proporcionava aigua a la població. Hi havia un pont de fusta de dos arcs per a creuar-lo.
S'hi produïa sègol, ordi, patates, pastures, i havia bestiar de llana i boví, però en poca quantitat, a més d'eugues de ventre (per a la cria). La població era de 7 veïns (caps de família) i 70 ànimes (habitants).
El 6 de setembre de 1907 va ser un dels llocs per on va passar la Missió arqueològico-jurídica a la ratlla d'Aragó, organitzada per l'IEC amb la missió de protegir el patrimoni artístic català. L'equip estava format per Josep Puig i Cadafalch, Guillem Marià Brocà, Josep Gudiol, Josep M.Goday i Adolf Mas.

## Serveis
A Barruera hi ha una llar d'infants públics (EEI de la Vall de Boí) i una escola de primària, també pública, el CEIP de la Vall de Boí, que pertany al ZER de l'Alta Ribagorça.
També hi ha consultori mèdic local, atès per l'Equip d'atenció primària de l'Alta Ribagorça.

## Festes i tradicions
- Divendres sant - Via crucis tradicional
- 1 d'agost- Festa Major de Sant Feliu
- 23 de juny- Festa de les Falles
- Principis d'octubre - Fira de Barruera (recentment recuperada)

## Serveis turístics
En primer lloc, cal esmentar els serveis de cara al turisme derivats de la declaració com patrimoni de la Humanitat de les esglésies romàniques de la Vall de Boí per la UNESCO. Arran d'aquesta declaració, s'ha construït un Centre d'interpretació del romànic a Erill la Vall, que ofereix una visita amb modalitat de lliure i guiada a la totalitat de les esglésies incloses en el catàleg. Sant Feliu de Barruera és l'església de Barruera que entra en aquesta llista.
L'oferta turística a Barruera és força ampla i variada. A més, es desdobla en campanya d'hivern, enfocada de cara a l'esquí, i d'estiu, enfocada de cara a la muntanya i al turisme familiar de vacances. El poble té un ample oferta d'hotels, pensions, residències de turisme rural i restaurants. A més, cal comptar amb establiments semblants a diversos pobles del terme i dels voltants, dins del municipi del Pont de Suert, sobretot. Finalment, caldria destacar tot d'establiments dedicats a l'explotació turística de l'esquí i de la muntanya, des de botigues d'esports, a empreses dedicades a l'ensenyament de l'esquí o a la promoció dels esports d'aventura.
Durant els mesos d'estiu recorre els pobles de la vall el trenet turístic anomenat El traginer.